# Referendum über die Staatsform in Italien 1946

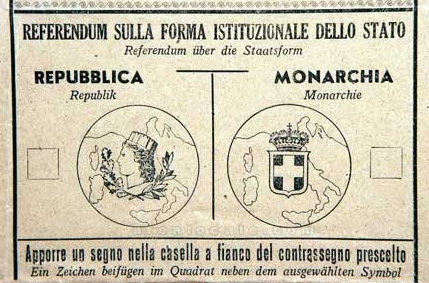
Abstimmungszettel beim Referendum

Ein Referendum über die Staatsform in Italien fand am 2. Juni 1946 statt. Das Referendum (ein Wahlverfahren) fiel mit der Wahl zur verfassunggebenden Versammlung zusammen. An beiden Wahlen durften erstmals auch Frauen teilnehmen. Der Tag gilt als ein wichtiges Ereignis der italienischen Nachkriegsgeschichte. Bei der Abstimmung votierte eine Mehrheit von 54,27 Prozent der Abstimmenden für die Abschaffung der Monarchie. 
Das Königreich Italien wurde zur Republik Italien. Der letzte italienische König, Umberto II., musste abdanken und ging am 13. Juni ins Exil. Bei den Ergebnissen des Referendums gab es erhebliche regionale Unterschiede. In vielen Gebieten Süditaliens votierte die Mehrheit der Abstimmenden für die Beibehaltung der Monarchie.
Die Provinz Bozen und das Freie Territorium Triest nahmen als einzige Landesteile nicht an dem Referendum teil, weil ihr künftiger Status damals noch nicht geklärt war.

## Vorgeschichte

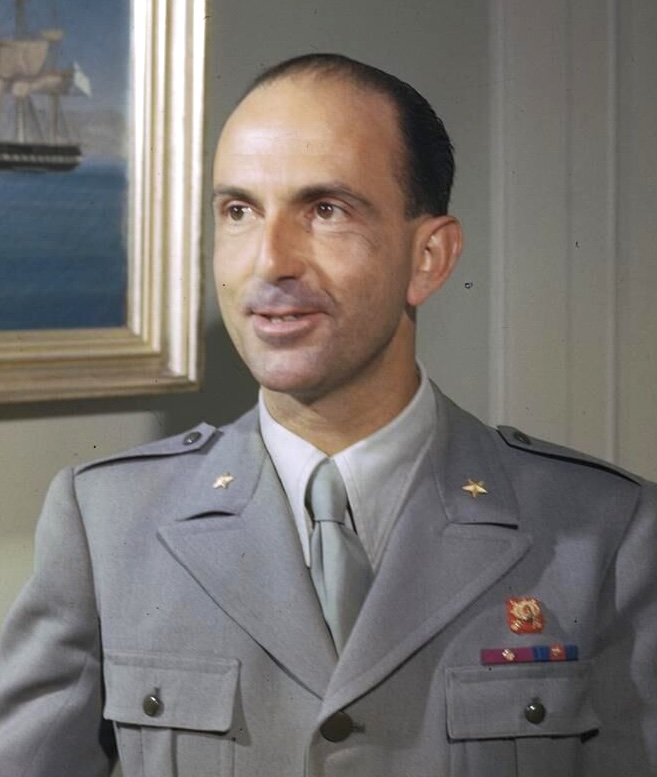
Umberto II. (1944)

Mit der Römische Republik der Antike und den zahlreichen Stadtstaaten des Mittelalters und der Neuzeit gibt es in Italien eine lange republikanische Tradition. Bis 1946 war Italien ein Königreich, das vom Haus Savoyen regiert wurde, dem seit der Einigung Italiens im Jahr 1861 regierenden Königshaus Italiens, das zuvor das Herzogtum Savoyen beherrschte. Mit dem Aufstieg Benito Mussolinis und der Errichtung des faschistischen Regimes im Jahr 1922, das schließlich dazu führte, dass Italien an der Seite NS-Deutschlands in den Zweiten Weltkrieg eintrat, wurde die Rolle der Monarchie jedoch erheblich geschwächt. Die Rolle der Monarchie bei der Machtergreifung der Faschisten und ihrer zerstörerischen Herrschaft hatte zudem ihre Legitimität infrage gestellt. Im Rahmen des Italienfeldzugs⁣, durch den Italien von der faschistischen Diktatur befreit werden konnte, kam es im Land zu bürgerkriegsartigen Konflikten zwischen verschiedenen politischen Gruppierungen, bei denen vor allem linke Kräfte antimonarchistische Positionen vertraten. Im März 1946 wurde von der Regierung De Gasperi ein Referendum über die zukünftige Staatsform für den Juli desselben Jahres angekündigt. König Viktor Emanuel III., der durch seine frühere Unterstützung für Mussolini zu sehr kompromittiert war, dankte im Mai 1946 ab und überließ seinem Sohn, Umberto II., den Thron. In der nationalen Presse wurde der als Lebemann bekannte neue König allerdings überwiegend negativ bewertet.

## Ergebnisse

### Landesweit
Endergebnis des Referendums:
|                                     | Stimmen    | %      |
| ----------------------------------- | ---------- | ------ |
| Für die Republik                    | 12.718.641 | 54,27  |
| Für die Monarchie                   | 10.718.502 | 45,73  |
| Ungültige oder leere Stimmzettel    | 1.509.735  | 6,05   |
| Gesamt                              | 24.946.878 | 100,00 |
| Registrierte Wähler/Wahlbeteiligung | 28.005.449 | 89,08  |
| Quelle: SUDD                        |            |        |

### Regional

Ergebnis des Referendums nach Wahlbezirk

Ergebnis des Referendums nach Gemeinde und Provinz

Endergebnisse des Referendums in den einzelnen Wahlbezirken. Die konservative, ländliche Region Mezzogiorno (Süditalien) stimmte eindeutig für die Monarchie, während die stärker urbanisierte und industrialisierte Region Nord (Norditalien) ebenso eindeutig für eine Republik stimmte:
| Wahlbezirk               | Wahlbezirk | Provinzen                                 | Republik   | Republik | Monarchie  | Monarchie | Stimmen    | Beteiligung |  |
| Wahlbezirk               | Wahlbezirk | Provinzen                                 | Stimmen    | %        | Stimmen    | %         | Stimmen    | Beteiligung |  |
| ------------------------ | ---------- | ----------------------------------------- | ---------- | -------- | ---------- | --------- | ---------- | ----------- |  |
|                          | Aosta      | Aosta                                     | 28.516     | 63,47    | 16.411     | 36,53     | 50.946     | 84,00       |  |
|                          | Turin      | Turin, Novara, Vercelli                   | 803.191    | 59,90    | 537.693    | 40,10     | 1.426.036  | 91,12       |  |
|                          | Cuneo      | Cuneo, Alessandria, Asti                  | 412.666    | 51,93    | 381.977    | 48,07     | 867.945    | 89,75       |  |
|                          | Genua      | Genua, Imperia, La Spezia, Savona         | 633.821    | 69,05    | 284.116    | 30,95     | 960.214    | 85,62       |  |
|                          | Mailand    | Mailand, Pavia                            | 1.152.832  | 68,01    | 542.141    | 31,99     | 1.776.444  | 90,31       |  |
|                          | Como       | Como, Sondrio, Varese                     | 422.557    | 63,59    | 241.924    | 36,41     | 715.755    | 90,98       |  |
|                          | Brescia    | Brescia, Bergamo                          | 404.719    | 53,84    | 346.995    | 46,16     | 805.808    | 91,67       |  |
|                          | Mantua     | Mantua, Cremona                           | 304.472    | 67,19    | 148.668    | 32,81     | 486.354    | 93,83       |  |
|                          | Trient     | Trient                                    | 192.123    | 85,00    | 33.903     | 15,00     | 238.198    | 91,04       |  |
|                          | Verona     | Verona, Padua, Rovigo, Vicenza            | 648.137    | 56,24    | 504.405    | 43,76     | 1.258.804  | 92,22       |  |
|                          | Venedig    | Venedig, Treviso                          | 403.424    | 61,52    | 252.346    | 38,48     | 712.475    | 91,49       |  |
|                          | Udine      | Udine, Belluno                            | 339.858    | 63,07    | 199.019    | 36,93     | 592.463    | 88,51       |  |
|                          | Bologna    | Bologna, Ferrara, Forlì, Ravenna          | 880.463    | 80,46    | 213.861    | 19,54     | 1.151.376  | 92,40       |  |
|                          | Parma      | Parma, Modena, Piacenza, Reggio Emilia    | 646.214    | 72,78    | 241.663    | 27,22     | 955.660    | 92,58       |  |
|                          | Florenz    | Florenz, Pistoia                          | 487.039    | 71,58    | 193.414    | 28,42     | 723.028    | 92,08       |  |
|                          | Pisa       | Pisa, Livorno, Lucca, Massa-Carrara       | 456.005    | 70,12    | 194.299    | 29,88     | 703.016    | 89,99       |  |
|                          | Siena      | Siena, Arezzo, Grosseto                   | 338.039    | 73,84    | 119.779    | 26,16     | 487.485    | 92,72       |  |
|                          | Ancona     | Ancona, Ascoli Piceno, Macerata, Pesaro   | 499.566    | 70,12    | 212.925    | 29,88     | 759.011    | 91,65       |  |
|                          | Perugia    | Perugia, Terni, Rieti                     | 336.641    | 66,70    | 168.103    | 33,30     | 538.136    | 90,26       |  |
|                          | Rom        | Rom, Frosinone, Latina, Viterbo           | 711.260    | 48,99    | 740.546    | 51,01     | 1.510.656  | 84,07       |  |
|                          | L’Aquila   | L’Aquila, Chieti, Pescara, Teramo         | 286.291    | 46,78    | 325.701    | 53,22     | 648.932    | 87,61       |  |
|                          | Benevento  | Benevento, Campobasso                     | 103.900    | 30,06    | 241.768    | 69,94     | 369.616    | 88,82       |  |
|                          | Neapel     | Neapel, Caserta                           | 241.973    | 21,12    | 903.651    | 78,88     | 1.207.906  | 84,77       |  |
|                          | Salerno    | Salerno, Avellino                         | 153.978    | 27,09    | 414.521    | 72,91     | 607.530    | 88,05       |  |
|                          | Bari       | Bari, Foggia                              | 320.405    | 38,51    | 511.596    | 61,49     | 865.951    | 90,15       |  |
|                          | Lecce      | Lecce, Brindisi, Tarant                   | 147.346    | 24,70    | 449.253    | 75,30     | 630.987    | 90,04       |  |
|                          | Potenza    | Potenza, Matera                           | 108.289    | 40,61    | 158.345    | 59,39     | 286.575    | 88,70       |  |
|                          | Catanzaro  | Catanzaro, Cosenza, Reggio Calabria       | 338.959    | 39,72    | 514.344    | 60,28     | 900.635    | 85,56       |  |
|                          | Catania    | Catania, Enna, Messina, Ragusa, Syrakus   | 329.874    | 31,76    | 708.874    | 68,24     | 1.107.524  | 85,28       |  |
|                          | Palermo    | Palermo, Agrigent, Caltanissetta, Trapani | 379.871    | 38,98    | 594.686    | 61,02     | 1.032.102  | 85,77       |  |
|                          | Cagliari   | Cagliari, Nuoro, Sassari                  | 206.192    | 39,07    | 321.555    | 60,93     | 569.574    | 85,91       |  |
|                          |            |                                           |            |          |            |           |            |             |  |
|                          | Italien    | Italien                                   | 12.718.641 | 54,27    | 10.718.502 | 45,73     | 24.946.878 | 89,08       |  |
| Quelle: Innenministerium |            |                                           |            |          |            |           |            |             |  |

## Folgen

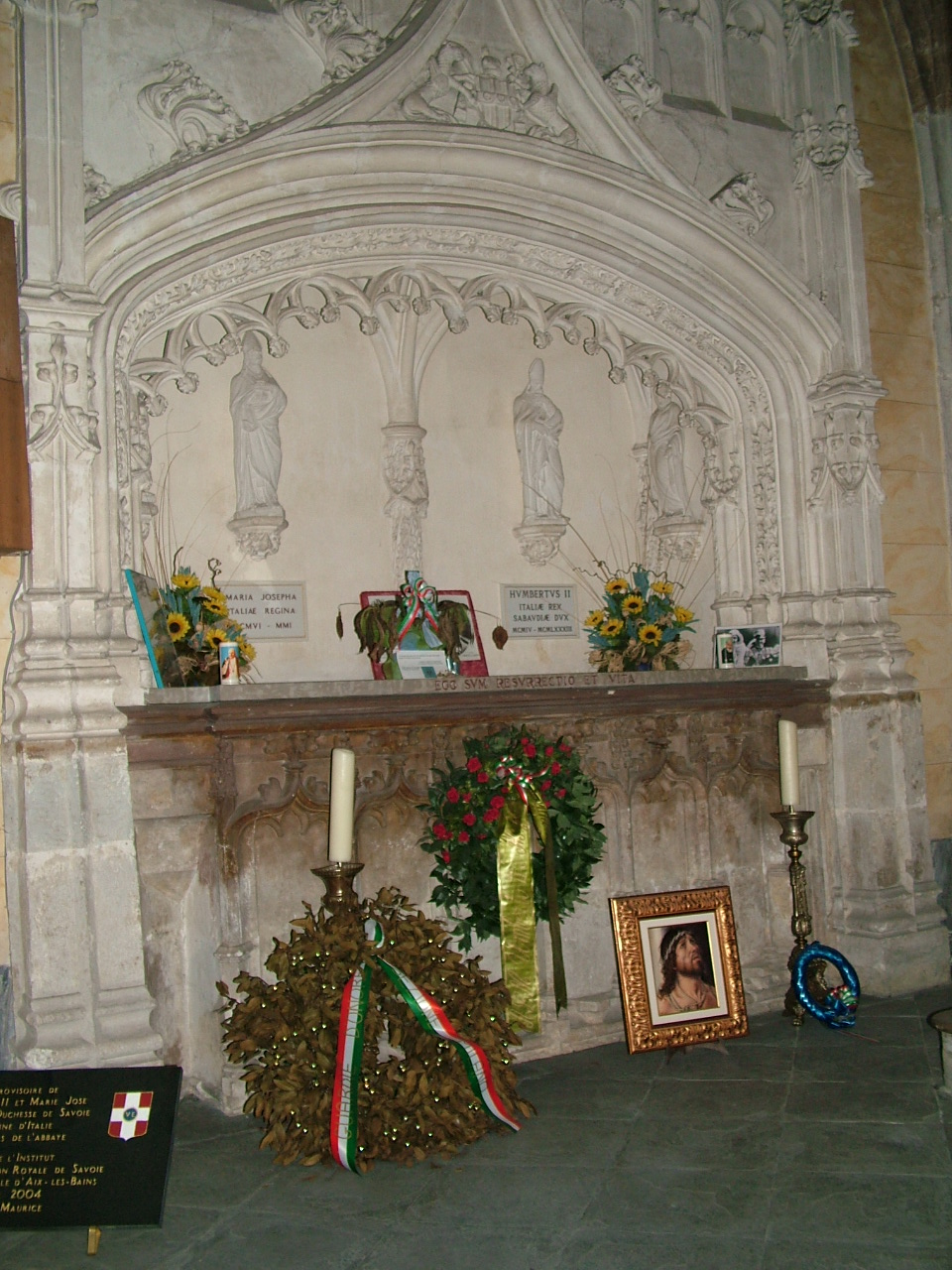
Grab von König Umberto II. und seiner Gemahlin Marie José

Nach der Verkündung des Ergebnisses kam es zu Straßenfeiern der Gegner der Monarchie. In Neapel (einer Hochburg der Monarchisten) gab es dagegen Ausschreitungen als 10.000 Randalierer das Rathaus stürmten und außerdem versuchten, das Büro der Kommunistischen Partei Italiens in Brand zu setzen. Die Republik wurde am 6. Juni 1946 formell ausgerufen und beendete die kurze 34-tägige Regierungszeit von König Umberto II. als König. Dieser weigerte sich das Ergebnis anzuerkennen und behauptete Opfer einer gefälschten Wahl gewesen zu sein. Einige Monarchisten befürworteten die Anwendung von Gewalt, um die Ausrufung einer Republik zu verhindern, aber Umberto lehnte den Vorschlag ab, nach Neapel zu gehen und eine Gegenregierung auszurufen, was einen Bürgerkrieg hätte auslösen können. Die Monarchie des Hauses Savoyen endete formell am 12. Juni 1946, und Umberto verließ das Land und ging ins Exil nach Portugal und lebte 37 Jahre lang in Cascais, einer Küstenstadt westlich von Lissabon. Er wurde in der Abtei Hautecombe bestattet.